# 桑科镇
桑科镇，是中华人民共和国甘肃省甘南藏族自治州夏河县下辖的一个乡镇级行政单位。
2017年3月15日，甘肃省民政厅批复同意撤销桑科乡，设立桑科镇。

## 行政区划
桑科镇下辖以下地区：
曼玛村、岗岔村、多玛村、日芒村、桑科村和地仓村。